# ポテ 630
630シリーズ
飛行する633 B2
- 用途：戦闘機、練習機、爆撃機、偵察機
- 分類：戦闘機
- 設計者：ルイ・コロラー(Louis Coroller)
アンドレ・デラルエル(André Delaruelle)
- 製造者：北部航空機製造公社
- 運用者：フランス空軍、フランス国空軍、自由フランス空軍
- 初飛行：1936年4月25日
- 生産数：1,395[1]
- 運用開始：1938年10月
- 退役：1946年
- 運用状況：退役

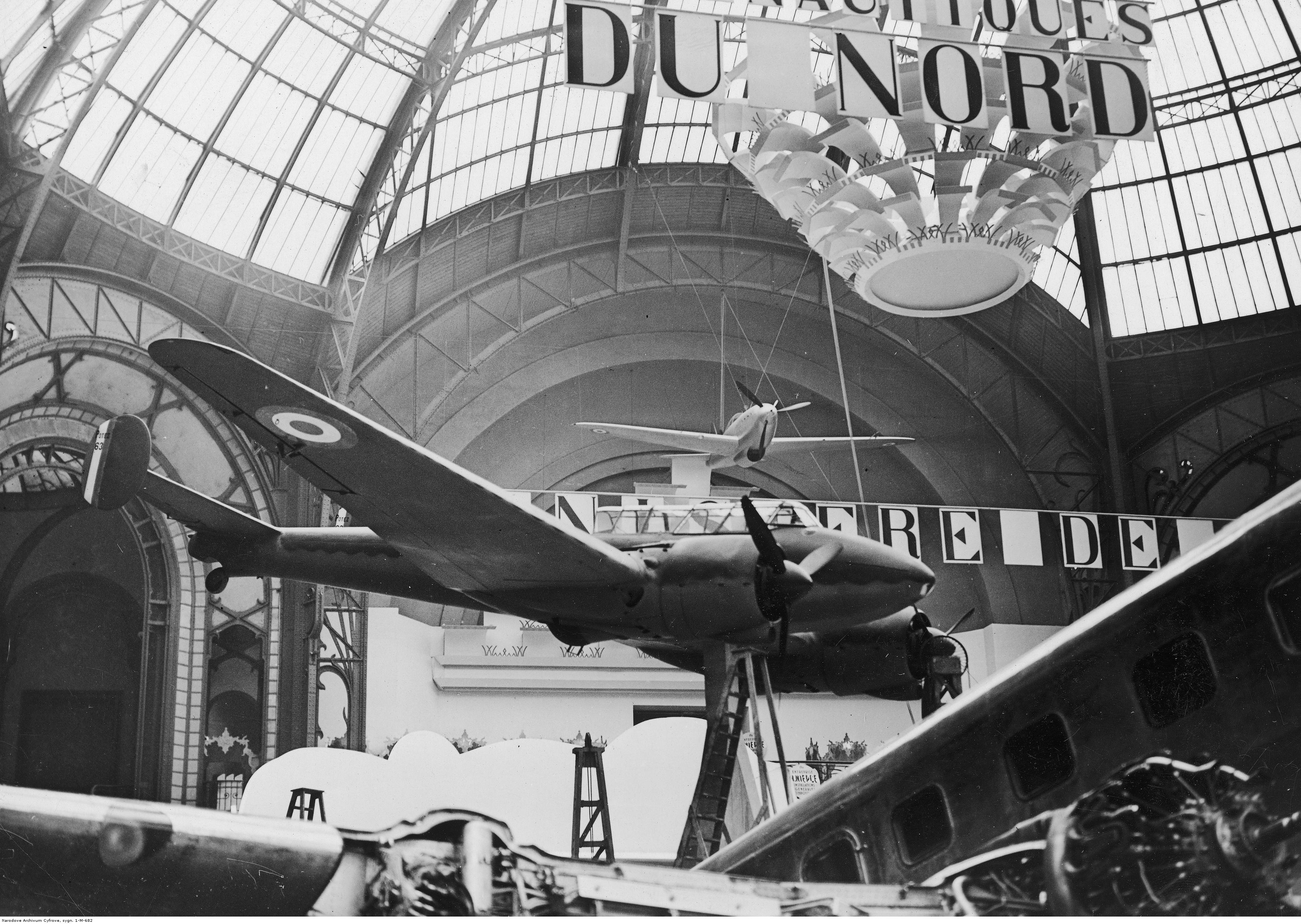
パリ国際航空サロンで展示されている631

630 （Potez 630 ）は、フランスのポテーズ社が開発し、フランス空軍で運用された戦闘機。ポテーズ社の合併により後継の北部航空機製造公社（SNCAN）において生産された。
第二次世界大戦時にはフランス軍における双発戦闘機の主力機種であったが性能は芳しくなかった。爆撃機型の633、練習機型の634、偵察機型の637、63.11などが派生した。フランスで最も生産数の多い多用途機である。

## 概要
1930年代にヨーロッパを中心に双発重戦闘機の開発がブームになったが、その流れにのってフランス航空省は2/3座の双発多目的戦闘機の開発仕様を1934年に提示した。これに応じてポテ社が提示し試作契約を得たのがポテ 630で、1936年に初飛行した。CEMAでの試験の結果、低速時バランスの向上など一部の改良を指示された程度でポテ 630の諸性能は満足いくものだったがイスパノスイザ14AB10エンジンがやや非力だったことから、エンジンをノームローン14Mに強化した型が開発された。これがポテ 631で、試作1号機は1937年3月に初飛行した。
ポテ630の量産機は1938年2月に引渡が開始され、スイス、ユーゴスラビアへ送られた物を含め最終的に88機が完成している。更にポテ 631は1939年から部隊配属が始まったが、1940年になると戦闘機として使用するには性能不足だったため、夜間戦闘任務や対地攻撃、偵察等で使われることが多くなってきた。ドイツ侵攻時には8個の飛行隊がポテ 631を装備しており地上攻撃に使用したが、目立った戦果はあげられなかった。最終的には215機生産されたが、その内1機はユーゴスラビアに輸出された。
ドイツとの停戦後はヴィシー政権で使用された他、ドイツ軍にも徴用され練習機として利用された。
このほっそりとした双発機は、ドイツのメッサーシュミット Bf110 と似ており、しばしば間違われた。

## 性能諸元
ポテ 631

コウノトリ部隊マークの有る機体

※使用単位についてはWikipedia:ウィキプロジェクト 航空/物理単位も参照
- 全長：11.07 m
- 全幅：16.0 m
- 全高：3.08 m
- 全備重量：3,916 kg
- エンジン：ノームローン14M6/7 空冷14気筒 660 hp
- 最大速度：460 km/h
- 航続距離：1,225 km
- 武装
  - 20mm機関砲×2または7.5mm機銃×6（前方固定）
  - 7.5mm機銃×1（後方旋回）
- 乗員 3名